# Planipapillus bulgensis
Planipapillus bulgensis är en klomaskart som beskrevs av Reid 1996. Planipapillus bulgensis ingår i släktet Planipapillus och familjen Peripatopsidae. Inga underarter finns listade i Catalogue of Life.